# Dores de Guanhães (ort)
Dores de Guanhães är en ort i Brasilien.   Den ligger i kommunen Dores de Guanhães och delstaten Minas Gerais, i den sydöstra delen av landet, 600 km sydost om huvudstaden Brasília. Dores de Guanhães ligger 508 meter över havet och antalet invånare är 5 223.
Terrängen runt Dores de Guanhães är huvudsakligen lite kuperad. Dores de Guanhães ligger nere i en dal. Runt Dores de Guanhães är det glesbefolkat, med 9 invånare per kvadratkilometer..
Omgivningarna runt Dores de Guanhães är huvudsakligen savann.